# Elżbieta Królikowska-Kińska
Elżbieta Maria Królikowska-Kińska z domu Hebel (ur. 17 marca 1956 w Łodzi) – polska nauczycielka, polityk i działaczka samorządowa, radna Rady Miejskiej w Łodzi, posłanka na Sejm VII kadencji.

## Życiorys
Ukończyła w 1979 fizykę na Wydziale Matematyki, Fizyki i Chemii Uniwersytetu Łódzkiego, a w 2000 podyplomowe studia europejskie na tej uczelni. W latach 1979–1990 pracowała jako nauczycielka w szkole podstawowej i średniej, następnie przez dwa lata była wizytatorką w kuratorium oświaty. Od 1992 do 1999 pełniła funkcję wicedyrektora wydziału edukacji w łódzkim magistracie, następnie do 2006 zajmowała stanowisko dyrektora jednego z młodzieżowych domów kultury.
Od 1996 działała w Unii Wolności, w 2003 wstąpiła do Platformy Obywatelskiej. W 2006 i w 2010 uzyskiwała mandat radnej Łodzi, była m.in. wiceprzewodniczącą rady miejskiej. W wyborach w 2011 kandydowała bez powodzenia do Sejmu w okręgu łódzkim, otrzymując 3942 głosy. Mandat posłanki objęła jednak w 2013, zastępując powołanego na urząd prezesa NIK Krzysztofa Kwiatkowskiego. W 2015 nie uzyskała poselskiej reelekcji.